# TimeSplitters (серия игр)
TimeSplitters — серия шутеров от первого лица, разработанная студией Free Radical Design. Франшиза считаются духовным наследником GoldenEye 007 и Perfect Dark из-за схожих элементов игрового процесса, дизайна и команд разработчиков. Характерной чертой серии являются элементы путешествий во времени — игроки сражаются с врагами в разнообразных локациях и исторических эпохах.
Три игры серии были выпущены в период с 2000 по 2005 год, первая из которых была эксклюзивом для видеоприставки PlayStation 2. Разработка четвёртой части велась с 2021 по 2023 годы реформированной студией Free Radical, принадлежащей издательской компании Deep Silver (дочернему подразделению Embracer Group), однако впоследствии была прекращена.

## Игры серии

### TimeSplitters
| Сводный рейтинг | Сводный рейтинг |
| Агрегатор       | Оценка          |
| --------------- | --------------- |
| Metacritic      | 81/100 (PS2)    |

Первая игра серии была разработана студией Free Radical Design и выпущена в октябре 2000 года одновременно с запуском видеоприставки PlayStation 2. Сюжет игры сосредоточен вокруг войны против TimeSplitters, расы существ, которые используют кристаллы времени для путешествия во времени и тем самым разрушают историю человечества. Дизайн игровых уровней соответствовал различным историческим эпохам — между 1935 и 2035 годами.

### TimeSplitters II
| Сводный рейтинг | Сводный рейтинг                        |
| Агрегатор       | Оценка                                 |
| --------------- | -------------------------------------- |
| Metacritic      | 90/100 (PS2) 88/100 (Xbox) 88/100 (GC) |

Вторая игра вышла в октябре 2002 года. В отличие от своей предшественницы, помимо PlayStation 2, она была также выпущена на Xbox и GameCube. В игре появились элементы сюжета (в отличие от первой части — которая представляла собой набор несвязных уровней с заданиями), развивающего идеи предыдущей части. Инопланетные ксеноморфы (TimeSplitters) вновь похищают кристаллы времени и сбегают вместе с ними в различные временные эпохи. Помимо этого, в отличие от предыдущей части была расширена концепция проекта — в игре появляется главный герой, Сержант Кортез (пародия на Риддика), который впоследствии будет фигурировать и в её продолжении. TimeSplitters II считается одним из лучших шутеров на приставках шестого поколения и, в частности, лучшим на PlayStation 2.

### TimeSplitters: Future Perfect
| Сводный рейтинг | Сводный рейтинг                        |
| Агрегатор       | Оценка                                 |
| --------------- | -------------------------------------- |
| Metacritic      | 84/100 (PS2) 83/100 (Xbox) 82/100 (GC) |

Третья часть серии была выпущена в марте 2005 года. В Future Perfect упор на сюжет был сделан ещё больше, нежели в предыдущей игре. Проект приоткрывал завесу над темой происхождения расы TimeSplitter, в ней фигурировал их создатель, Джейкоб Кроу, а главные герои взаимодействовали со своими версиями из прошлого и будущего (элемент, добавленный на поздних стадиях разработки игры). Это была первая часть TimeSplitters, в которую был добавлен сетевой многопользовательский режим — для приставок Xbox и PlayStation 2, однако эта функция отсутствовала в версии GameCube.

### Будущие и отменённые игры

#### TimeSplitters 4
В июне 2007 года британский журнал Official UK PlayStation Magazine распространил слух о том, что следующая часть серии TimeSplitters разрабатывается компанией Free Radical как эксклюзив для PlayStation 3. В августе следующего года Роб Йескомб, сценарист предыдущей части серии, подтвердил, что «TimeSplitters 4 уже в производстве», однако отметил, что игра находится «на очень ранних стадиях разработки концепции, и пока не прикреплена к какому-то определённому издателю». Несмотря на первоначальные слухи об эксклюзивности PS3, Даскомб заявил, что прототипов для какой-то конкретной консоли также не существует. «Я уверен, что можно создать схему управления, которая работает», — добавил соавтор проекта Дэвид Доак, когда его спросили, что он думает о разработке шутера для приставки Nintendo Wii. Говоря о графике игры, Йескомб подчеркнул, что «игра не очень далеко ушла, но и не слишком близка [к предыдущим частям]. Она — где то посередине» Of the game’s timeline, Yescombe stated that «the game’s not a very long way away but it’s not a very short way away either. It’s somewhere in the middle.».

Ещё один анонс будущей игры состоялся на официальном сайте Free Radical в октябре следующего года. Ранний логотип проекта представлял собой пародию на эмблему Gears of War, с головой обезьяны, заменяющей череп оригинала. Также, представители Free Radical разослали ранний тизер-трейлер, изображающий обезьяну в боевой броне Мастера Чифа из франшизы Halo. Это привело к прогнозам в СМИ появлению «внутриигровых подколов» в сторону этих игр, а также других известных компьютерных серий, что было подтверждено Йескомбом: 
В прошлом сатирический характер TimeSplitters базировался на фильмах, на этот раз он будет базироваться на видеоиграх.

В 2008 году представители Free Radical опубликовали дополнительную информацию о TimeSplitters 4, упомянув, что игра не будет использовать раскритикованный прессой движок Haze (ещё одного проекта компании), а будет основываться на некой «новой, потрясной технологии». Однако, в феврале 2009 года студия Free Radical была выкуплена немецкой компанией Crytek и переименована в Crytek UK. После этого приобретения проект TimeSplitters был постепенно приостановлен. В более позднем интервью один из соавторов серии, Стив Эллис, подтвердил эту информацию: 
„TimeSplitters 4“ находилась на самой ранней стадии разработки, когда Free Radical стала частью другой компании ... Небольшая игровая демоверсия была показана нескольким издателям, но она не привлекла большого интереса ни от одного из них.
Провал предыдущей игры Free Radical, Haze, был назван одной из основных причин отсутствия интереса со стороны издателей, наряду с отсутствием рыночной привлекательности «игры, основанной на разнообразном наборе персонажей и локаций».
14 июня 2011 года веб-сайт VideoGamer.com со ссылкой на «высокопоставленный отраслевой источник в Crytek» сообщил, что компания работает над новой частью TimeSplitters, которая будет выпущена на «консолях следующего поколения» (Xbox 360 и PlayStation 3). Ожидалось, что в игре будут использоваться технологии CryEngine 3 и DirectX 11. В 2012 году генеральный директор Crytek Джеват Йерли выразил желание работать над проектом, но также отметил озабоченность по поводу его популярности. Он упомянул, что ему предлагали выпустить продолжение за счёт краудфандинга, однако он счёл такой вариант неуместным для крупной компании, как Crytek. Комментарии директора о возможной краудфандинговой кампании повлекли за собой создании петицию в поддержку данного проекта, которую поддержал и сам Йерли; однако по состоянию на февраль 2014 года петиция собрала лишь примерно половину из необходимых 100 000 сторонников.

27 апреля 2012 года представитель Crytek подтвердил, что TimeSplitters 4 «не находится в разработке», а в июне 2012 года Йерли заявил: 
Послушайте, я бы хотел, чтобы мы занялись этой видеоигрой. Проблема с TimeSplitters в том, что если бы мы сделали продолжение TimeSplitters, никто не обратил на неё внимание, кроме некоторых фанатов, а мы, к сожалению, не знаем, насколько велико её фан-сообщество.

В июле 2013 года представитель портала TechRadar поговорил с Эллисом, который на вопрос, будет ли TimeSplitters 4 когда-либо выпущена на консолях 8-го поколения (таких как PlayStation 4 и Xbox One), ответил, что это маловероятно: 
Я не думаю, что есть шанс, что это произойдет, на совещаниях мы всегда приходили к тому, что маркетолог сетовал: „Я не знаю, как продать это“, потому что им нужен персонаж, которого они могли бы поместить на обложку. Каждый специалист по маркетингу и каждый издатель, с которым мы обсуждали этот проект, [говорили]: «Вы не можете использовать [серию] в качестве коммерческого аргумента», и, возможно, цифры продаж предыдущих её частей подтверждают это.
После закрытия Crytek UK в 2014 году шанс на выпуск новой части TimeSplitters стал ещё более маловероятным, так как бо́льшая часть сотрудников студии перешла в Dambuster Studios компании Deep Silver.
В апреле 2018 года на Reddit была размещена коллекция ранее непубликовавшихся концепт-артов игры, в которой показаны персонажи из разных исторических периодов, включая Древнюю Грецию и США 1950-х годов.
Весной 2024 года в сети был опубликован рабочий прототип TimeSplitters 4 для PlayStation 3. Она была найдена на бывшей приставке одного из разработчиков Free Radical Design, который тестировал шутер почти 15 лет назад.
В августе 2024 года все три оригинальные части TimeSplitters были выпущены в PlayStation Store, связи с чем у игроков появилась возможность официально поиграть в них на приставках PlayStation 4 и PlayStation 5.

#### TimeSplitters Rewind
29 ноября 2012 года выяснилось, что отчасти в ответ на петицию о выпуске HD-версии оригинальной трилогии, группа фанатов получила разрешение от Crytek на разработку мода TimeSplitters с использованием CryEngine 3. Руководитель проекта Майкл Хубица заявил, что: 
Наша конечная цель — TimeSplitters 4, но сначала мы должны убедить Crytek в наличии достаточного спроса на серию с помощью HD Collection.
Игра, названная TimeSplitters Rewind, должна была объединит в себе элементы «лучших вещей» из всей трилогии. Команда заявила, что, хотя движок придаст Rewind более современный вид, они «не планируют исправлять что-то, что не глючит». Ожидается, что в игре будут присутствовать как сюжетный, так и многопользовательский режимы, и она выйдет на PC бесплатно. Команда проекта изначально планировала разрабатывать игру с использованием Unreal Engine 4; однако в 2017 году они заявили о намерении использовать вместо этого CryEngine 3, из-за опасений, что вариант с Unreal не позволит «использовать IP TimeSplitters полноценно и, вероятно, придется провести ребрендинг».
В январе 2020 года команда разработчиков объявила об изменении предполагаемой модели релиза игры, заявив, что они начнут с выпуска небольшого, но «существенного» количества контента, после чего будут выпускать дополнительные карты и контент постепенно. В сентябре 2020 года команда выложила новое видео игрового процесса, в котором ведущий сценарист проекта заявил, что «по ощущениям разработка игры близка к завершению», отметив, что в настоящее время над ней работают 57 человек; тем не менее, какая-либо информация о её дате выхода предоставлена не была.

#### TimeSplitters II HD / Remake
Во время интервью в 2012 году об их студии мобильных игр, Crash Lab, бывшие члены команды Free Radical Стив Эллис, Мартин Уэйкли и Ли Масгрейв подтвердили, что HD-версия TimeSplitters II разрабатывалась в течение 2008 года в виде загружаемого продукта; однако проект не увидел свет из-за закрытия Free Radical. Эллис выразил надежду, что HD версия игры всё же будет выпущена, полагая, что «она может стать катализатором, который необходим для того, чтобы вызвать достаточный интерес к „TimeSplitters 4“, и проект сможет получить финансирование от потенциального издателя».
В качестве пасхалки к игре Homefront: The Revolution (разработанной Dambuster Studios и выпущенной Deep Silver в 2016 году) игроки могли использовать аркадный автомат (расположенный на одном из её уровней) для прохождения первых двух миссий TimeSplitters II, переделанных в высоком разрешении. В ходе интервью 2021 года один из разработчиков, Мэтт Филлипс сообщил, что на самом деле игра содержит полный ремейк TimeSplitters II в разрешении 4K. Однако, код разблокировки, необходимый для доступа к полной версии (включая многопользовательские функции, если аркадный автомат был перемещен на другую карту), оказался безвозвратно утерян за эти годы. Тем не менее, вскоре выяснилось, что Филлипс поделился им с другом — и код «просочился» на один из игровых каналов Discord (из-за чего он был там забанен), после чего об этом узнал главный инженер-программист Xbox Спенсер Перро, которому удалось получить его, через несколько дней после интервью, и поделиться им с общественностью в Twitter. Впоследствии, инсайдерский источник подтвердил журналу Eurogamer, что коды разблокировки были взяты из оригинальной игры (вероятно, для тестовых или пресс-версий), и что пасхалка предназначалась только для первых двух уровней; однако, самым быстрым способом добавить их в игру игру — был перенести полную версию TimeSplitters II и поставить «программную блокировку» на остальные уровни. Программисты из Dambuster Studios поняли, что есть способ разблокировать полную версию игры только после того, как Homefront: The Revolution уже была выпущена.

В другом пасхальном яйце, на этот раз в выпущенном в ноябре 2020 года дополнении «Fallen God» для видеоигры SpellForce 3 (издателем которой выступила THQ Nordic, чья материнская компания, Embracer Group, приобрела права на бренд TimeSplitters в 2018 году), игроки нашли внутриигровой предмет под названием «TimeSplitters II Remake», который можно было продать у торговца. Этот предмет содержал следующую внутриигровую аннотацию: 
Наконец-то! Легендарный шутер, выдержавший испытание временем, вступив в эпоху современных игр.

Благодаря этому последовало предположение, что компания планирует выпустить ремейк в виде полноценного продукта; однако представитель THQ Nordic подтвердил, что этот внутриигровой предмет был «просто невинным пасхальным яйцом», а продавец является «персонажем, известным тем, что не говорит правды». В последующем заявлении THQ говорилось: 
Цель этой пасхалки была — просто повеселиться. Когда Koch Media и Deep Silver будут готовы поделиться информацией о „TimeSplitters“, вы обязательно об этом узнаете.

#### Будущие проекты TimeSplitters
В августе 2018 года Koch Media (дочерняя компания THQ Nordic AB) объявила о приобретении интеллектуальной собственности и прав на публикацию TimeSplitters с намерением выпускать будущие игры серии через свою издательскую компанию Deep Silver. В августе 2019 года THQ Nordic объявила в своем финансовом отчете, что Стив Эллис присоединился к компании, чтобы «помочь наметить план будущего курса для франшизы [TimeSplitters]». Затем Эллис заявил, что «время франшизы пришло», и выразил надежду, что для работы над ней «снова объединится первоначальная команда». Позже в том же месяце Dambuster Studios, в которую входят несколько бывших сотрудников Free Radical, ответила одному из фанатов игры в Twitter, подтвердив, что некая команда под руководством Эллиса «занимается разработкой следующего проекта во вселенной TimeSplitters». Другой создатель сериала, Дэвид Доук, подтвердил в интервью, что он «не имеет прямого отношения к этой новой интерпретации», но выразил желание, чтобы она вернётся в виде «социального продукта» (аналогично играм наподобие Fortnite), а не традиционной коробочной видеоигры.

20 мая 2021 года компания-издатель Deep Silver объявила в Twitter, что реформирует Free Radical Design. Новая игра из серии шутеров о путешествиях во времени находится в разработке в недавно реформированной Free Radical Design — оригинальной студии, создавшей игры серии TimeSplitters (базирующейся в Ноттингеме — месте расположения первоначальной штаб-квартиры Free Radical), где предполагается разрабатывать следующую игру во франшизе TimeSplitters. Также было объявлено, что новый Free Radical будет возглавлять не только Эллис, но и Доак, что ознаменовало возвращение обоих создателей франшизы помимо других «ключевых разработчиков серии», однако эта информация также указывала на то, что разработка новой игры ещё не началась и стартует только «в ближайшие месяцы», как только студия будет полностью укомплектована. «Уникальный стиль обеспечил TimeSplitters большую и увлечённую армию поклонников, которые, без сомнения, будут рады формированию новейшей студии Deep Silver» — отметил в пресс релизе маркетинговый директор компании Пол Николлс. В свою очередь Эллис заявил: 
Наконец получить возможность подтвердить формирование студии и план на следующую TimeSplitters — невероятно. Ничего больше мы сейчас рассказать не можем, но в будущем поделимся [дополнительной] информацией.
В ноябре 2021 года компания Microsoft добавила обратную совместимость для Xbox Series X / S и Xbox One играм TimeSplitters 2 и TimeSplitters: Future Perfect в рамках мероприятия, посвященного 20-летию Xbox.
В декабре 2023 года было объявлено о закрытии студии Free Radical Design, которое стало частью масштабной реструктуризации Embracer Group. В ходе чего руководство холдинга уволило более 900 сотрудников и закрыло несколько команд, включая разработчиков Red Faction и Saints Row. Некоторое время спустя разработчики игры поделились некоторыми деталями несостоявшегося перезапуска. Первоначально ребут TimeSplitters представлял собой условно-бесплатный клон Fortnite в формате королевской битвы, монетизция которого должна была происходить за счет продажи платных скинов и других предметов. Студия не хотела делать такую игру, но «выбора не было». Согласно появившейся информации, Стив Элис «никогда не собирался выпускать Battle royal, он всегда намеревался сначала получить финансирование, а затем отклониться [от показанной издателю идеи], как только инвестиции будут получены». Он хотел создать игру, которая являлась ремейком второй части со слегка измененными уровнями и альтернативной историей. Элис настаивал на перезагрузке серии в качестве линейного однопользовательского проекта. Направление проекта изменилось в марте 2023 года, новая версия представляла собой TimeSplitters 2 с одним уровнем из первой части франшизы и двумя из TimeSplitters: Future Perfect, а также включала несколько совершенно новых локаций. Сюжет представлял собой вариацию в духе «Что если?», основанную на истории оригинала. Сразу же после анонса Unreal Engine 5 студия приняла решение о переходе на новый движок (изначально была задействована его четвёртая версия), из-за чего потеряла много времени и игру фактически пришлось переделывать с нуля.

По словам бывших сотрудников Free Radical Design, «перезапуск TimeSplitters, по сути, мёртв». Передаст ли Embracer проект другой студии, неизвестно. Впоследствии в сети появились концепты несостоявшегося шутера, а также видео. В свою очередь Стив Эллис допустил, что, после повторного закрытия Free Radical Design, больше никогда не вернётся к серии TimeSplitters. В качестве причины он назвал горький опыт работы над ремейком игры в составе холдинга Embracer: 
Я не знаю, будут ли с ней что-то делать Plaion и Embracer Group. Я не знаю, что должно произойти, чтобы заставить меня снова захотеть пройти через всё это. Это было большое разочарование.